# Bank (Waffe)
Das Bank ist ein Messer aus der Zeit des Maratha-Reichs (1674 bis 1818) in Indien. Es wurde als Waffe und Werkzeug benutzt.

## Beschreibung
Das Bank hat eine stark gebogene, einschneidige flache Klinge, die große Ähnlichkeit mit einer Sichel hat. Die Schneide befindet sich an der inneren, konkaven Seite der Klinge. Es hat keine Hohlbahn (fälschlich Blutrinne) und keinen Mittelgrat. Die Klinge hat eine Länge von etwa 14 cm vom Griff zur Spitze und etwa 21 cm um die Klingenkrümmung gemessen. Der Griff besteht meist aus Holz, Horn oder Elfenbein. Es hat oft einen kleinen Knauf aus Metall. Die Scheiden bestehen aus Holz, das mit Leder überzogen ist. Es gibt verschiedene Versionen, die sich in Griffgestaltung und Griffform unterscheiden.